# コメンスキー大学
コメンスキー大学（コメンスキーだいがく、英語: Comenius University）は、スロバキアの首都、ブラチスラバにある大学。
スロバキアで最も歴史の古い大学であり、各国からの留学生も多数学んでいる。文学部、教育学部、経済学部などからなる。1919年設立。教育学者のヨハネス・アモス・コメニウスに由来する。そのため、日本ではコメニウス大学とも呼ばれる。

## 概要
設立当初はチェコ人の教師が大半を占めていたため、スロバキア人民族主義者による抵抗もあった。プラハの春の際には、大学前の文学部の学部棟の前のシャファリーク広場で大規模な学生によるソ連軍兵士などによる侵攻に対して抗議活動が行われた。その抗議活動の最中に一人の学生がソ連軍兵士の発砲により死亡した。現在ではその学生を称える記念碑が建っている。
学生寮は市の中心部から5キロ程離れたムリンスカードリナ(スロバキア語：Mlynska dolina)などがある。およそ1万人の学生が生活している。寮内には文房具店や学生食堂といった施設だけでなく、バーやクラブのような娯楽施設もあり、多くの学生に親しまれている。
文学部は毎年8月に外国人向けのスロバキア語講習を提供しており、例年世界各国から160人ほどの参加者がいる。日本人の参加者は毎年2名ほどである。
日本の大学では早稲田大学、静岡大学、龍谷大学などが提携を結んでおり、各大学から数人の学生を交換留学生として派遣している。
スロバキアにおいては日本語を専攻できる唯一の大学でもある。2年に1度20名程度の学生を募集している。日本人講師も数人いる。

## 学部
- 医学部（Faculty of Medicine）
- 法学部（Faculty of Law）
- 哲学部（Faculty of Philosophy）
- 自然科学部（Faculty of Natural Sciences）
- 教育学部（Faculty of Education）
- 薬学部（Faculty of Pharmacy）
- 体育スポーツ学部（Faculty of Physical Education and Sports）
- 男女共学医学部マーチン校（Jessenius School of Medicine in Martin）
- 数学、物理・情報学部（Faculty of Mathematics, Physics and Informatics）
- ローマカトリック、キュリロス・聖メトディオスの神学部（Roman Catholic Faculty of Theology of Cyril and Methodius）
- 福音ルター派神学部（Evangelical Lutheran Theological Faculty）
- 経営学部（Faculty of Management）
- 社会経済学部（Faculty of Social and Economic Sciences）

## 関係者

### 教員
- ピョートル・ボガトゥイリョーフ - 民族誌学者
- ミラン・ホッジャ - 政治家。第10代チェコスロバキア第一共和国首相
- イヴァン・ガシュパロヴィッチ - 政治家。第3代スロバキア共和国大統領
- ラディスラフ・バレク - 作家、外交官
- ヨゼフ・モラウチーク（英語版）  政治家。第2代スロバキア首相
- イヴェタ・ラジチョヴァー - 政治家。第6代スロバキア首相
- ロベルト・フィツォ - 政治家。第5代・7代スロバキア首相
- エウゲン・スホニュ - 作曲家
- ヴラディミール・ゴダール - 作曲家

### 卒業生
- 羽根田卓也 - カヌー選手、リオオリンピック銅メダリスト。体育スポーツ学部卒業、大学院修了。
- ドゥシャン・ミタナ - 小説家
- モニカ・ヒルメロヴァ - 女優
- グスターフ・フサーク - チェコスロバキアの政治家。第4代チェコスロバキア共産党第一書記、第9代チェコスロバキア大統領
- ヴラジミール・メチアル - 政治家。スロバキア大統領代行、初代・第3代スロバキア首相
- ミロスラヴ・ライチャーク - 政治家・外交官。スロバキア外相、元ボスニア・ヘルツェゴビナ上級代表
- イヴァン・ガシュパロヴィッチ - 政治家。第3代スロバキア大統領
- イヴェタ・ラジチョヴァー - 政治家。第6代スロバキア首相
- ロベルト・フィツォ - 政治家。第5代・7代スロバキア首相